# 마흐코타 퍼레이드
마흐코타 퍼레이드(Mahkota Parade)는 말레이시아 믈라카주 믈라카에 있는 쇼핑 센터이다.

## 역사
이 쇼핑 센터는 원래 1994년 1월 30일에 설립되었습니다. 보수 후 2010년 5월 1일에 다시 시작되었다.

## 상점
쇼핑 센터에는 국제 브랜드, 식음료 매장, 엔터테인먼트 센터, 영화관 MM 시네플렉스, 볼릴장 암팡 슈퍼볼, 노래방 등의 상점이 있다.